# Cudonia
Cudonia är ett släkte av svampar. Cudonia ingår i familjen Cudoniaceae, ordningen Rhytismatales, klassen Leotiomycetes, divisionen sporsäcksvampar och riket svampar.
|         | Spathularia                                                                                                  |
|         | |
| Cudonia | \| \| Cudonia circinans \| \| \| \| \| \| Cudonia confusa \| \| \| \| \| \| Cudonia sichuanensis \| \| \| \| |
|         | \| \| Cudonia circinans \| \| \| \| \| \| Cudonia confusa \| \| \| \| \| \| Cudonia sichuanensis \| \| \| \| |
|         | Spathulariopsis                                                                                              |
|         | |
|         | Cudonia circinans                                                                                            |
|         | |
|         | Cudonia confusa                                                                                              |
|         | |
|         | Cudonia sichuanensis                                                                                         |
|         | |

|  | Cudonia circinans    |
|  |                      |
|  | Cudonia confusa      |
|  |                      |
|  | Cudonia sichuanensis |
|  |                      |